# Wolter von Wylre
Wolter von Wylre (* um 1487 in Aachen; † 1529 ebenda) war ein deutscher Schöffe und Bürgermeister der Reichsstadt Aachen.

## Leben und Wirken
Wolter von Wylre war der Sohn des vormaligen Bürgermeisters Wilhelm von Wylre und dessen zweiter Ehefrau Eva Holtzappel. Er folgte seinem Vater in den Schöffenstuhl und wurde zudem 1527 zum weltlichen Schöffen des Sendgerichtes gewählt. Darüber hinaus wurde er dreimal in den „Großen Rat“, der unter anderem für das Allgemeinwesen zuständig war, über Leben und Tod richtete und die neuen Ratsmitglieder wählte, und zweimal in den „Kleinen Rat“ der Stadt Aachen gewählt, der sich mit der Stadt- und Landeshoheit beschäftigte und das Ober- und Appellationsgericht bildete. Schließlich folgte im Jahr 1528 seine einzige Wahl zum Bürgermeister Aachens, zusammen mit Arnold Wymer, dem Bürger-Bürgermeister aus den Reihen der Zünfte. Des Weiteren übernahm von Wylre mehrmals das Ehrenamt des „Christoffels“ (Gesandter der Aachener Grafschaften) der Wirichbongardgrafschaft.
Wolter von Wylre war verheiratet mit Margarethe von Lieck, die ihm drei Kinder gebar, von denen nichts Näheres überliefert ist. Er besaß mehrere Häuser in der Innenstadt und war Lehnsherr auf Gut Reinartzkehl am Fuße des Vaalserberges und auf einem Lehnsgut in Kornelimünster. Im Jahr 1529 wurde er von der Krankheit Englischer Schweiß befallen, an der er wenige Wochen später verstarb. Seine Witwe erbte Gut Reinartzkehl und heiratete erneut. Sein Bruder Diederich folgte ihm in den Schöffenstuhl und dessen Sohn Wilhelm von Wylre wurde der nächste Bürgermeister der Familie.